# Napoleon Eugeniusz Bonaparte
Napoleon Eugeniusz Ludwik Jan Józef Bonaparte, zwany Loulou (ur. 16 marca 1856, zm. 1 czerwca 1879) – jedyny syn cesarza Francuzów Napoleona III i jego małżonki cesarzowej Eugenii i ostatni następca tronu II Cesarstwa Francuskiego z oficjalnym tytułem książę cesarski i Syn Francji (fr. Prince Impérial et Fils de France), bonapartystyczny pretendent do tronu Francji od 1873, jako Napoleon IV.

## Dzieciństwo i młodość

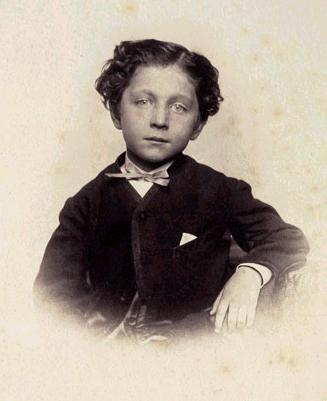
Napoleon Eugeniusz w 1864 roku

Napoleon III był, po zgonie brata Napoleona Ludwika (zmarł w roku 1831) i stryja Józefa Bonaparte (zmarł w 1844 roku), jedynym przedstawicielem starszej linii dynastii i po jego bezdzietnej śmierci prawa do tronu cesarskiego przeszłyby na nielubianego kuzyna, księcia Napoleona zwanego Plonplon, syna b. króla Westfalii Hieronima Bonapartego, wielka była zatem radość pary cesarskiej, gdy po trzech latach małżeństwa urodził im się 16 marca 1856 roku syn zwany przez rodziców Loulou (od Louisa). Pierwszą edukację młody napoleonida odbierał w domu, w rodzinnym pałacu Tuileries w Paryżu wraz ze swymi kuzynkami, księżniczkami Alba. Przystosowywano go także od dzieciństwa do kariery wojskowej (jak przystało członkowi dynastii Bonapartych), do której wątły i chorowity chłopiec właściwie się nie nadawał.
Po wybuchu wojny francusko-niemieckiej w roku 1870 czternastoletni Louis wysłany został przez ojca jako obserwator na front koło Metzu i rzeczywistość wojny, którą teraz ujrzał, wywołała w nim głęboki uraz psychiczny. Po przegranej wojnie ta ostatnia z francuskich monarchii została obalona i cesarzowa wraz z synem udała się na wygnanie do Anglii, gdzie wkrótce dołączył się do nich więziony dotychczas w Kassel były cesarz Napoleon III. Cesarska rodzina osiedliła się w wynajętym pałacyku Camden House w miejscowości Chislehurst w hrabstwie Kent (dziś część Londynu w dystrykcie Bromley), gdzie Napoleon III zmarł na kamicę nerkową 9 stycznia 1873 roku.
Wcale nie tak nieliczni bonapartyści we Francji obwołali wówczas młodego księcia cesarzem jako Napoleona IV i przywódcą ich ruchu, który swą koncepcję monarchii przeciwstawiał legitymistom (zwolennikom Henryka hrabiego de Chambord, ostatniego potomka Karola X) oraz orleanistom (zwolennikom wygnanej w 1848 roku orleańskiej linii Burbonów). Tymczasem Louis, mimo szoku doznanego na wojnie 1870 roku, przygotowywał się do kariery wojskowej jako oficer artylerii (idąc śladami wielkiego przodka, Napoleona I) i uczęszczał do szkoły kadetów w Woolwich, którą mimo trudności językowych ukończył z wyróżnieniem w roku 1878, po czym odbył podróż do krewnych w Skandynawii (panujący wówczas w Szwecji i Norwegii Oskar II był jak on prawnukiem cesarzowej Józefiny).

## Śmierć w Afryce

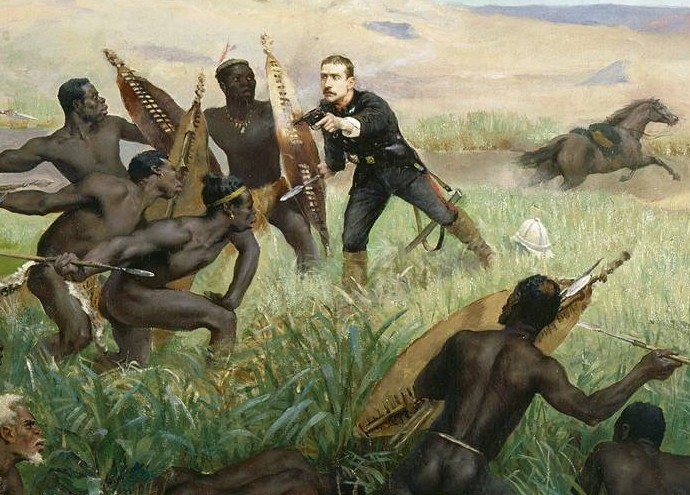
Ostatnia walka z Zulusami – fragment obrazu Śmierć cesarskiego księcia autorstwa Paula Jamina

W 1879 roku uzyskał zezwolenie na przyłączenie się jako obserwator do armii brytyjskiej walczącej w Afryce Południowej z plemieniem Zulusów (zob. wojna brytyjsko-zuluska). 1 czerwca wziął udział w zwiadzie, udając się z małym oddziałem w stronę rzeki iTyotosi. Oddział został jednak zaatakowany, a brytyjscy żołnierze rzucili się do ucieczki porzucając młodego księcia, którego zobowiązani byli chronić. Osamotniony książę stanął w obliczu ok. 36 Zulusów, z których 7 bezpośrednio go zaatakowało. Napoleon zginął w walce, a jego nagie zwłoki odnaleziono dopiero dwa dni później. Wg relacji przesłuchiwanych później Zulusów książę odznaczył się niebywałą odwagą „walcząc jak lew” (na jego zwłokach znajdowało się ok. 20 ran kłutych zadanych włóczniami od przodu - co mogło potwierdzać zażartą walkę). Zulusi podkreślając swoje uznanie określali go również jako "prawdziwego lwa, nie człowieka" jednocześnie zapewniając, że oszczędziliby go, gdyby wiedzieli kim był.
Jego zwłoki po zabalsamowaniu przewieziono do Anglii. Niedoszły cesarz został najpierw pochowany obok ojca w kościele w Chislehurst, a następnie przeniesiony do ufundowanego przez cesarzową Eugenię opactwa w miejscowości Farnborough. W pogrzebie brali udział królowa Wiktoria i książę Walii Albert (późniejszy król jako: Edward VII) oraz około 100 000 żałobników, w tym 20 000 zwolenników dynastii z Francji. Trumnę nieśli m.in. książę Albert, Gustaw V (następca tronu Szwecji i Norwegii) oraz kuzyni zmarłego z rodzin Ornano i Murat. Spadkobiercą i następcą w prawach do tronu mianowano księcia Napoleona Wiktora Bonapartego, omijając jego ojca Plonplona. Matka Napoleona - Eugenia do końca życia nie zdjęła żałoby.

## Upamiętnienie
Napoleon poległ w służbie armii brytyjskiej, więc królowa Wiktoria zamierzała wystawić mu pomnik w londyńskim Westminster Abbey, ale projekt upadł większością 15 głosów liberałów pod przewodnictwem Chamberlaina. Królowa jednak się nie poddała i uczciła księcia pomnikiem w St. George’s Chapel na zamku Windsor, obok posągu swego męża Alberta. Mieszkańcy Chislehurst wystawili mu również pomnik koło Camden House.
Odkryta w 1857 roku planetoida została nazwana (45) Eugenia na cześć jego matki, Eugenii, a satelicie tej planetoidy, odkrytemu w roku 1999, nadano nazwę Petit-Prince na cześć Napoleona IV, ze względu na pewne analogie jego życiorysu do dziejów bohatera powieści Antoine’a de Saint-Exupéry’ego pt. Mały Książę.